# Madschd al-Kurum
Madschd al-Kurum (arabisch مجد الكروم, DMG Maǧd al-Kurūm ‚Ruhm der Weinberge‘, hebräisch מַגְ'ד אל-כֻּרוּם) ist eine israelische Siedlung im Nordbezirk, Israel. 2018 lebten in Majd al-Kurum 15.292 Einwohner. Der Name des Dorfes bedeutet übersetzt „Wächter des Weinbergs“, da er für die Qualität seiner Reben bekannt ist.

## Geschichte

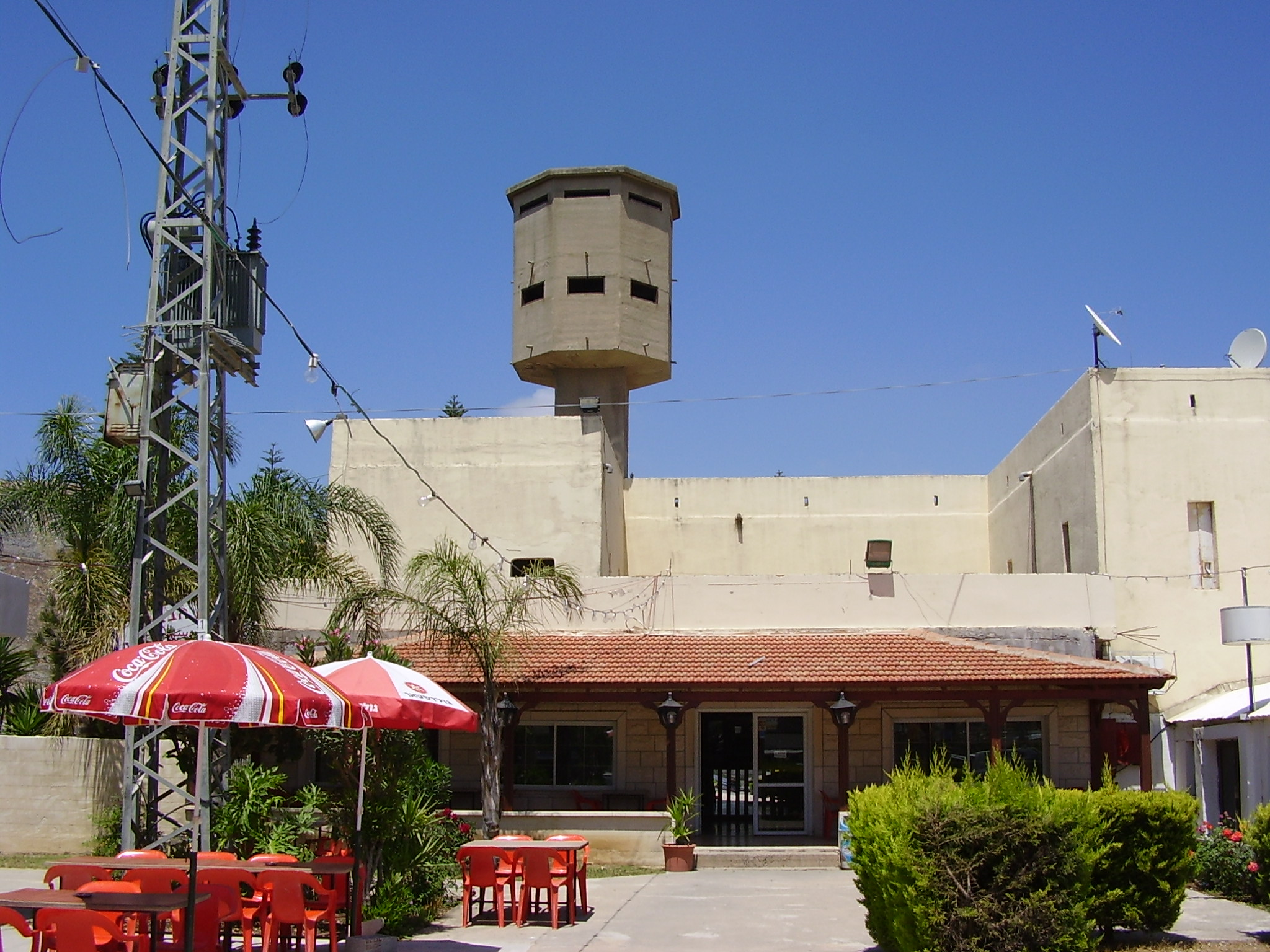
Restaurant im ehemaligen Tegart-Fort, 2008

In Madschd al-Kurum wurden antike Überreste, darunter in den Fels gehauene Zisternen, gefunden. Im Zentrum von Madschd al-Kurum befinden sich ein alter Brunnen, eine Quelle, ein Grab aus der Römerzeit und Ruinen aus der Kreuzzüglerzeit.
Während der Kreuzzüglerzeit war Madschd al-Kurum als Mergelcolon bekannt. Es gehörte zum Erbe von Stephanie von Milly, die Großmutter mütterlicherseits von Johann Alemann, der 1249 Land, darunter Beit Jann, Sajur, Nahf und Majd al-Krum, an den Deutschen Ritterorden übertrug.
Madschd al-Kurum, das 1517 zusammen mit ganz Palästina dem Osmanischen Reich einverleibt wurde, erscheint in den osmanischen Steuerregistern von 1596 als Teil der nahiya (Unterbezirk) Akka, die zum Sanjak Safad gehörte. Es hatte eine Bevölkerung von 85 Haushalten und fünf Junggesellen, alle Muslime. Während des Großen Arabischen Aufstands in Palästina (1936–1939), seinerzeit größte Erhebung gegen eine britische Kolonialverwaltung, errichtete die britische Mandatsmacht Tegarts Zaun, um ausländische Infiltranten daran zu hindern, sich am Aufstand zu beteiligen. Im Zuge dessen entstand auch ein Tegart-Fort zur Sicherung des Zauns, heute ein Ausflugslokal.
Im Krieg um Israels Unabhängigkeit nahmen die israelischen Verteidigungsstreitkräfte im Oktober 1948 den Ort ein. 1963 erhielt er den Status einer Gemeinde. Von 2003 bis 2008 bildeten die Orte Deir al-Asad, Madschd al-Kurum und Biʿna die Stadt Shaghur. Die Knesset beschloss 2008, Shaghur den Status als eigenständige Stadt abzuerkennen, und die Orte wurden wieder eigenständig.

## Demografie
Im Jahr 2019 lebten 15.455 Einwohner in der Stadt. Davon waren lediglich 8 Juden und über 99,9 Prozent waren Araber, davon waren fast alle Muslime. Knapp 29 Prozent der Bevölkerung waren Kinder unter 15 Jahren.

## Persönlichkeiten
- Dia Saba (* 1992), Fußballspieler